# Rudolf Zamrzla
Rudolf Zamrzla, pseudonymy R. Gelattini, Roman Míšek, (21. ledna 1869 Rokycany – 4. února 1930 Praha) byl český dirigent a skladatel.

## Život
Po maturitě na gymnáziu v Plzni absolvoval Varhanickou školu v Praze. Studoval u F. Z. Skuherského a Františka Blažka. Stal se sbormistrem několika pražských pěveckých sdružení a zpíval v chrámovém sboru v kostele sv. Vojtěcha. V roce 1892 odešel do Mostaru, kde byl ředitelem kůru a kapelníkem v pravoslavném kostele a dirigentem hudebního spolku Gusle. V letech 1894 až 1901 působil jako kapelník dragounského pluku v Kirsanově v Rusku. V Rusku používal křestní jména Jevgenij Romanovič.
V roce 1901 se vrátil do Prahy a stal se sbormistrem a dirigentem Národního divadla. Řídil rovněž koncerty Pensijního spolku Národního divadla, na nichž uváděl i velká kantátová díla. Ve spolupráci Emou Destinnovou zkomponoval slavnostní dílo "Libušino nastolení". Provedení se uskutečnilo v době Všesokolského sletu 28. června 1923 na Vyšehradské skále a postavu Libuše zpívala právě Ema Destinnová. Ve své době šlo o mimořádnou společenskou událost. Překládal libreta oper a psal i četné rozbory děl uváděných ND. Ve svých literárních pracích používal pseudonymy R. Gelattini a Roman Míšek. V ND působil až do svého odchodu do důchodu v roce 1927.
Pohřben je na Olšanských hřbitovech (část IX, odd.1, hrob 331). Na náhrobku je umístěn pravoslavný kříž a skladatelův portrét.

## Dílo

### Jevištní díla
- Strakonický dudák (scénická hudba, 1908)
- Na záletech (pantomima, 1909)
- Paní Móda (baletní pantomima, 1910)
- Svatební noc (opera, 1912)
- Simson (opera, 1915)
- Jura (scénická hudba, 1919)
- Libušino nastolení (dramatický výjev, 1923)
- Jidáš Iškariotský (opera, 1926)

### Orchestrální skladby
- Symfonie c-moll op. 20 (1919)
- Bacchus op. 21 (symfonická báseň, 1922)
- Východ (symfonická suita, 1924)
- 2. symfonie d-moll op. 29 (1927)

### Vokální skladby
- Missa solemnis
- Mužské sbory (Opuštěná op. 8, Leonidas op. 16)
- Písně (sbírky op. 2, op. 6, op. 10, Hlasem zvonků op. 12, op. 15 a další jednotlivé písně)